# صداها (فیلم ۱۹۷۹)
صداها (انگلیسی: Voices) یک فیلم است که در سال ۱۹۷۹ منتشر شد. از بازیگران آن می‌توان به مایکل اونتاکین، آلکس روکو، ایمی ایروینگ، بری میلر، و ویوسا لیندفورش اشاره کرد.